# Stephen Evans (remero)
Stephen Frederick Evans (Sídney, 2 de febrero de 1957) es un deportista australiano que compitió en remo.
Participó en dos Juegos Olímpicos de Verano en los años 1984 y 1988, obteniendo una medalla de bronce en Los Ángeles 1984 en la prueba de ocho con timonel. Ganó una medalla de oro en el Campeonato Mundial de Remo de 1986.

## Palmarés internacional
| Juegos Olímpicos   | Juegos Olímpicos             | Juegos Olímpicos  | Juegos Olímpicos |
| Año                | Lugar                        | Medalla           | Prueba           |
| ------------------ | ---------------------------- | ----------------- | ---------------- |
| 1984               | Los Ángeles (Estados Unidos) | Medalla de bronce | Ocho con timonel |
| Campeonato Mundial |                              |                   |                  |
| Año                | Lugar                        | Medalla           | Prueba           |
| 1986               | Nottingham (Reino Unido)     | Medalla de oro    | Ocho con timonel |